# Район Нака (Наґоя)
Райо́н На́ка (яп. 中区, なかく, МФА: [naka ku̥]) — район міста Наґоя префектури Айті в Японії.  Площа становить 9,38 км². Станом на 1 серпня 2011 року населення складало 79 085  осіб, густота населення — 8430 осіб/км².

## Пам'ятки
- Замок Наґоя (основна частина)